# Liste der Länderspiele der katarischen Fußballnationalmannschaft der Frauen

Logo des katarischen Fußballverbandes QFA

Diese Liste enthält alle offiziellen Länderspiele der katarischen Fußballnationalmannschaft der Frauen, welche 2009 vom katarische Fußballverband QFA gegründet wurde. Das erste Länderspiel fand am 18. Oktober 2010 gegen Bahrain statt und ging 0:17 verloren. Seit 2014 wurde jedoch kein offizielles Länderspiel mehr ausgetragen. Bis zu diesem Zeitpunkt hatte die Mannschaft überwiegend an Freundschaftsspielen teilgenommen. Die bisher einzige Turnierteilnahme war bei der Fußball-Westasienmeisterschaft der Frauen 2014.

## Länderspielübersicht
Legende
- Erg. = Ergebnis
- n. V. = nach Verlängerung
- i. E. = im Elfmeterschießen
- abg. = Spielabbruch
- H = Heimspiel
- A = Auswärtsspiel
- * = Spiel auf neutralem Platz
- Hintergrundfarbe grün = Sieg
- Hintergrundfarbe gelb = Unentschieden
- Hintergrundfarbe rot = Niederlage

| Nr.                  | Datum      | Erg. | Gegner    |   | Austragungsort   | Anlass             | Bemerkung                                                              |
| -------------------- | ---------- | ---- | --------- | - | ---------------- | ------------------ | ---------------------------------------------------------------------- |
| 1                    | 18.10.2010 | 0:17 | Bahrain   | A | Riffa (Bahrain)  | Freundschaftsspiel | Erstes Auswärtsspiel Erste Niederlage Erstes Länderspiel gegen Bahrain |
| 2                    | 20.10.2010 | 0:18 | Palästina | * | Manama (Bahrain) | Freundschaftsspiel | Erstes Spiel auf neutralem Platz Erstes Länderspiel gegen Palästina    |
| 3                    | 22.10.2010 | 0:12 | Syrien    | * |                  | Freundschaftsspiel | Erstes Länderspiel gegen Syrien                                        |
| 4                    | 31.03.2012 | 4:1  | Malediven | H | Doha (Katar)     | Freundschaftsspiel | Erstes Heimspiel Erster Sieg Erstes Länderspiel gegen die Malediven    |
| 5                    | 26.05.2012 | 2:0  | Kuwait    | H |                  | Freundschaftsspiel | Erstes Länderspiel gegen Kuwait                                        |
| 6                    | 24.10.2013 | 0:6  | Nepal     | H |                  | Freundschaftsspiel | Erstes Länderspiel gegen Nepal                                         |
| 7                    | 26.10.2013 | 0:3  | Nepal     | H |                  | Freundschaftsspiel |                                                                        |
| 8                    | 05.11.2013 | 0:4  | Bahrain   | H |                  | Freundschaftsspiel |                                                                        |
| 9                    | 05.11.2013 | 0:3  | Bahrain   | H |                  | Freundschaftsspiel |                                                                        |
| 10                   | 15.04.2014 | 0:4  | Palästina | * |                  | WAFF               |                                                                        |
| 11                   | 17.04.2014 | 0:7  | Jordanien | A |                  | WAFF               | Erstes Länderspiel gegen Jordanien                                     |
| 12                   | 19.04.2014 | 2:8  | Bahrain   | * |                  | WAFF               |                                                                        |
| Stand: 15. März 2024 |            |      |           |   |                  |                    |                                                                        |

## Statistik
In der Statistik werden nur die offiziellen Länderspiele berücksichtigt.
Legende
- Sp. = Spiele
- Sg. = Siege
- Uts. = Unentschieden
- Ndl. = Niederlagen
- Hintergrundfarbe grün = positive Bilanz
- Hintergrundfarbe gelb = ausgeglichene Bilanz
- Hintergrundfarbe rot = negative Bilanz

### Gegner
| Land      | Kontinentalverband | Sp. | Sg. | Uts. | Ndl. | Torverhältnis |
| --------- | ------------------ | --- | --- | ---- | ---- | ------------- |
| Bahrain   | AFC                | 4   | 0   | 0    | 4    | 02:32         |
| Jordanien | AFC                | 1   | 0   | 0    | 1    | 00:70         |
| Kuwait    | AFC                | 1   | 1   | 0    | 0    | 02:00         |
| Malediven | AFC                | 1   | 1   | 0    | 0    | 04:10         |
| Nepal     | AFC                | 2   | 0   | 0    | 2    | 00:90         |
| Palästina | AFC                | 2   | 0   | 0    | 2    | 00:22         |
| Syrien    | AFC                | 1   | 0   | 0    | 1    | 00:12         |
| Gesamt    | Gesamt             | 12  | 2   | 0    | 10   | 08:83         |

### Kontinentalverbände
| Kontinentalverband                 | Sp. | Sg. | Uts. | Ndl. | Torverhältnis |
| ---------------------------------- | --- | --- | ---- | ---- | ------------- |
| AFC (Asien)                        | 12  | 2   | 0    | 10   | 08:83         |
| CAF (Afrika)                       | 0   | 0   | 0    | 0    | 00:00         |
| CONCACAF (Nord- und Mittelamerika) | 0   | 0   | 0    | 0    | 00:00         |
| CONMEBOL (Südamerika)              | 0   | 0   | 0    | 0    | 00:00         |
| OFC (Ozeanien)                     | 0   | 0   | 0    | 0    | 00:00         |
| UEFA (Europa)                      | 0   | 0   | 0    | 0    | 00:00         |
| Gesamt                             | 12  | 2   | 0    | 10   | 08:83         |

### Anlässe
| Anlass                            | Sp. | Sg. | Uts. | Ndl. | Torverhältnis |
| --------------------------------- | --- | --- | ---- | ---- | ------------- |
| Freundschaftsspiele               | 9   | 2   | 0    | 7    | 06:64         |
| Westasienmeisterschaft der Frauen | 3   | 0   | 0    | 3    | 02:19         |
| Gesamt                            | 12  | 2   | 0    | 10   | 08:83         |

### Spielarten
| Spielart                       | Sp. | Sg. | Uts. | Ndl. | Torverhältnis |
| ------------------------------ | --- | --- | ---- | ---- | ------------- |
| Heimspiele (H)                 | 6   | 2   | 0    | 4    | 06:17         |
| Spiele auf neutralem Platz (*) | 4   | 0   | 0    | 4    | 02:42         |
| Auswärtsspiele (A)             | 2   | 0   | 0    | 2    | 00:24         |
| Gesamt                         | 12  | 2   | 0    | 8    | 08:83         |

### Spielergebnisse
|      | Gegentore | Gegentore | Gegentore | Gegentore | Gegentore | Gegentore | Gegentore | Gegentore | Gegentore | Gegentore | Gegentore | Gegentore | Gegentore | Gegentore | Gegentore | Gegentore | Gegentore | Gegentore | Gegentore |
| Tore | 0         | 1         | 2         | 3         | 4         | 5         | 6         | 7         | 8         | 9         | 10        | 11        | 12        | 13        | 14        | 15        | 16        | 17        | 18        |
| ---- | --------- | --------- | --------- | --------- | --------- | --------- | --------- | --------- | --------- | --------- | --------- | --------- | --------- | --------- | --------- | --------- | --------- | --------- | --------- |
| 0    | -         | -         | -         | 2         | 2         | -         | 1         | 1         | -         | -         | -         | -         | 1         | -         | -         | -         | -         | 1         | 1         |
| 1    | -         | -         | -         | -         | -         | -         | -         | -         | -         | -         | -         | -         | -         | -         | -         | -         | -         | -         | -         |
| 2    | 1         | -         | -         | -         | -         | -         | -         | -         | 1         | -         | -         | -         | -         | -         | -         | -         | -         | -         | -         |
| 3    | -         | -         | -         | -         | -         | -         | -         | -         | -         | -         | -         | -         | -         | -         | -         | -         | -         | -         | -         |
| 4    | -         | 1         | -         | -         | -         | -         | -         | -         | -         | -         | -         | -         | -         | -         | -         | -         | -         | -         | -         |